# Saladillo (Chile)
Saladillo es un campamento minero, perteneciente a la División Andina de la empresa estatal Corporación Nacional del Cobre de Chile (Codelco), ubicado en la cordillera de los Andes, a 34 kilómetros al sudeste de la comuna de Los Andes, en la Región de Valparaíso (Chile). La villa se ubica junto al río Saladillo y está rodeada por montañas. Hay un ferrocarril metalero, destinado al transporte del mineral extraído en Andina, que llega hasta las proximidades del campamento.

## Topominia
Su nombre provendría de El Saladillo, denominación tanto del pueblo como del fundo de 700 hectáreas anteriormente ubicados en el lugar.

## Historia
Saladillo fue la última de las «ciudades-campamentos» asociadas a las faenas mineras en Chile. Se construyó en el curso inferior del río Blanco en la segunda mitad del siglo XX para hospedar al personal de la mina de la División Andina de Codelco en sus días de descanso y al personal administrativo y sus oficinas. Se le dotó de viviendas para extranjeros, empleados y obreros chilenos, de servicios de comercio, educación preescolar y básica, biblioteca, gimnasio, entretenimiento —centro comercial, club, piscina, sala de cine—, capilla católica, policía y hospital; canchas para la práctica de diversos deportes -como tenis, fútbol y fubolito- y de oficinas administrativas, además de una maestranza y otras instalaciones similares Se estima que el campamento llegó a alojar a una población total de 4000 personas, de las cuales estaban empleadas en la mina unas 830, quienes eran diariamente transportadas en buses.
El campamento fue construido antes de la nacionalización del cobre, cuando el yacimiento pertenecía a una compañía estadounidense.
Había tres tipos de viviendas para los trabajadores y sus familias: departamentos, casas pareadas y chalets. 
La mayor parte de las edificaciones, aún existentes y erigidas en hormigón, tienen un estilo arquitectónico uniforme,  caracterizado por líneas simples y colores claros.
Los departamentos estaban destinados a obreros y empleados. Los edificios se denominaban respectivamente, Cactus, Naranjos, Costanera y Cipreses. 
En las viviendas pareadas, de dos pisos y llamadas Garden, residían supervisores de rango medio.
Las casas individuales, de mayor tamaño y llamadas Staff, eran asignadas a jefes y ejecutivos de rango superior.
Había dos colegios a los que asistían los hijos de los trabajadores: uno público -Escuela FN 127- y uno privado (Los Halcones).
El personal del hospital estaba capacitado y equipado para atender emergencias mayores y procedimientos complejos, como intervenciones quirúrgicas.
Uno de los rasgos distintivos de la vida cotidiana en Saladillo estaba dado por la gratuidad de una parte importante de los servicios para los trabajadores y sus familias (energía eléctrica, gas, agua, cine, piscina, atención médica y transporte en buses para aquellos hijos de funcionarios que asistían a colegios en la vecina ciudad de Los Andes).
Debido a que en el campamento solo vivían personas vinculadas con la empresa, las familias solían mantener las puertas de sus hogares sin asegurar, pues el riesgo de un robo o agresión era improbable.
Para enfrentar incendios o emergencias similares, el campamento contaba con una brigada propia de incendios, cuyo cuartel se ubicaba junto al edificio Cipreses 2.
Progresivamente, hacia finales de la década del 80 del siglo XX, las familias abandonaron progresivamente la villa y algunas se mudaron a Los Andes u otros sitios.
Actualmente no viven familias en Saladillo.
Debido a que se trata de un recinto privado, perteneciente a Codelco, no es posible ingresar libremente a la villa.